# Темпті-агун
Темпті-агун (д/н — бл. 1685 до н. е.) — суккуль-мах (верховний володар) Еламу близько 1698—1685 роках до н. е.

## Життєпис
Походив з династі Епартідів (Суккуль-махів). Син Кутір-Наххунте I і Велкіші. Близько 1730 року до н. е. призначається суккалем Суз. Близько 1711 року до н.е разом з батьком брав участь у військовій кампанії проти Вавилонського царства, якому було завдано тяжкої поразки. На честь цієї перемоги відповідно до знайденої глиняної таблички Темпті-агун спорудив в Сузах храм для богині Ішме-караб, який присвятив батькові, стрийкові Ліла-ірташу, самому собі, молодшому братові Темті-хіша-ханешу, своїй матері Велкіші.
1700 року до н. е. після смерті батька влада перейшла до Ліла-ірташа, але той не призначив Те5мпті-агуна суккалем Еламу і Симашкі (офіційним спадкоємцем), можливо через хворобу. Втім 1698 року до н. е. він все ж спадкував трон після смерті Ліла-ірташа. Призначив свого брата Темті-хіша-ханеша суккалем Еламу і Симашкі, але той невдовзі помер. Тому на його місце суккаль-мах призначив стриєчного брата Тан-Улі, а суккалем Суз — небожа Кук-нашура.
Основну увагу приділяв власній державі, обмеживши військову активність, оскільки Вавилон заслаб, а шумерські держави боролися між собою. Значно зміцнив Сузи, звівши там фортецю. Також перебудував храм верховного бога Іншушинака. Помер близько 1685 року до н. е. Йому спадкував Тан-Улі.